# Sanguine Paradise
Sanguine Paradise è un singolo del rapper statunitense Lil Uzi Vert pubblicato il 9 aprile 2019 tramite Atlantic Records, Warner Music e WEA.

## Descrizione
Il brano inizialmente avrebbe dovuto far parte dell'album in studio del rapper Eternal Atake ma successivamente è stato escluso assieme alla traccia That's a Rack ed entrambi sono stati pubblicati come singoli lo stesso giorno. Sanguine Paradise campiona un brano del rapper K Camp del 2012 intitolato Do It.

## Tracce
1. Sanguine Paradise – 4:04

## Classifiche
| Classifica (2019) | Posizione massima |
| ----------------- | ----------------- |
| Canada            | 36                |
| Irlanda           | 70                |
| Lituania          | 51                |
| Nuova Zelanda     | 11                |
| Slovacchia        | 73                |
| Stati Uniti       | 28                |